# Kapel Onze-Lieve-Vrouw van Zeven Weeën (Minderhout)

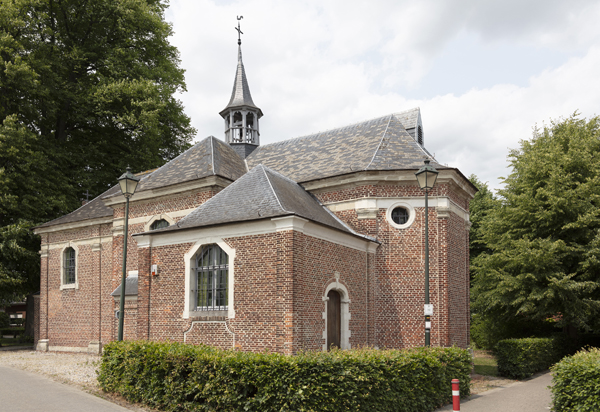
Onze-Lieve-Vrouw van Zeven Weeën (2025)

Onze-Lieve-Vrouw van Zeven Weeën (ook Onze-Lieve-Vrouw van den Akker) is een kapel in de tot de Antwerpse gemeente Hoogstraten behorende plaats Minderhout, gelegen aan de Kapeldreef 7.

## Geschiedenis
Al omstreeks 1490 begon de devotie tot Onze-Lieve-Vrouw van Smarten in  de Nederlanden. Een aan deze Mariatitel gewijde kapel werd voor het eerst vermeld in 1571. Deze zou -tijdens de godsdiensttwisten- vernield zijn en werd in 1609 herbouwd. Er kwamen echter zoveel bedevaartgangers dat werd besloten een nieuwe, grotere, kapel te bouwen. Dit geschiedde in 1651 en deze kapel had de plattegrond van een Grieks kruis. Resten hiervan zijn nog in de huidige kapel te vinden.
In 1688 werd het schip verlengd en werd een nieuwe voorgevel met fronton gebouwd naar ontwerp van Libert Fabri. In 1691 werd het koor uitgebreid. In 1693 werd een portaal tegen de westgevel geplaatst en in 1696 werd het zuidelijk transept uitgebreid.

## Gebouw
De kapel is gebouwd in een mengeling van barokstijl en classicisme. Het is een georiënteerd bakstenen kruiskerkje met een vieringtorentje en een driezijdig afgesloten koor. Het bouwwerk kwam vooral in de 2e helft van de 17e eeuw tot stand.

## Interieur
Het interieur wordt overkluisd door een tongewelf. Het stucwerk is uit het 4e kwart van de 17e eeuw. De kapel bezit een Mariabeeld van omstreeks 1500. De beelden van engelen boven het altaar zijn van omstreeks 1785.
Het portiekaltaar en de communiebank zijn afkomstig van het Victorijnenklooster te Antwerpen en bevinden zich vanaf ongeveer 1785 in de kapel. Het portiekaltaar is in barokstijl en dateert uit de 1e helft van de 17e eeuw. De communiebank is uit de 2e helft van de 17e eeuw. Het orgel is 18e-eeuws, maar kreeg omstreeks 1805 een classicistisch orgelfront.

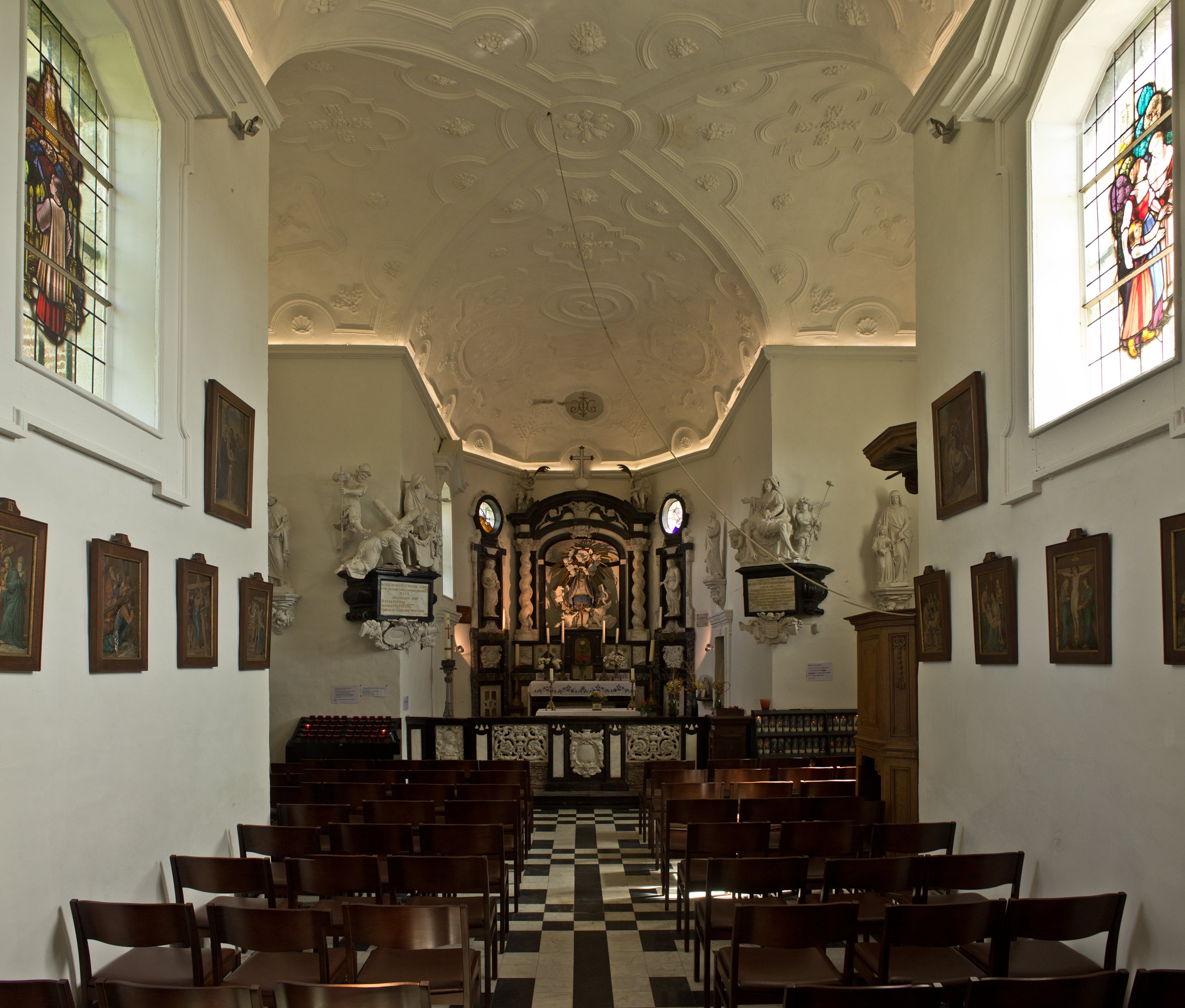
Interieur (2015)
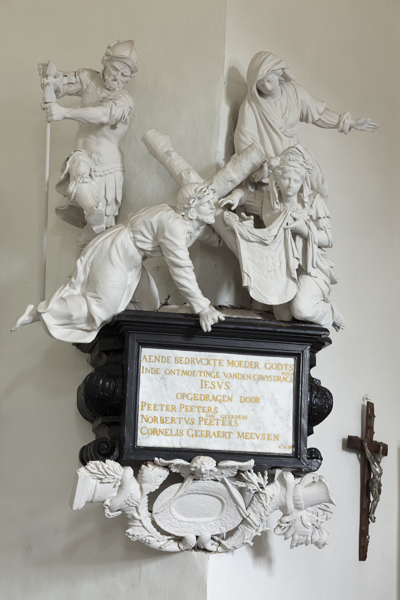
Beeldengroep (Veronica veegt het bloed van Jezus' gezicht)
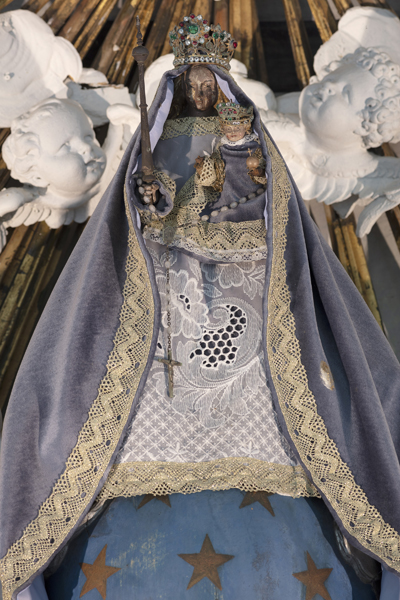
Madonna met kind
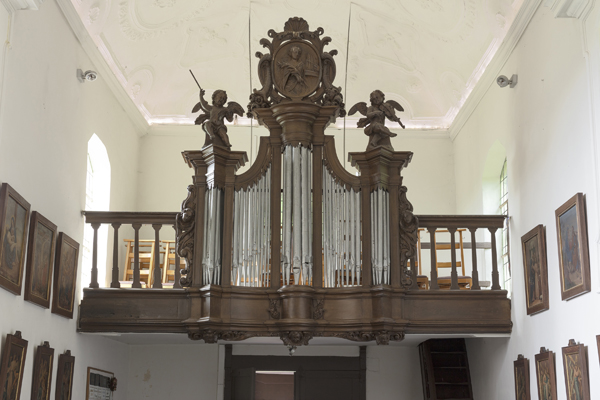
Orgel